# Сноховиці
Сноховиці (пол. Snochowice) — село в Польщі, у гміні Лопушно Келецького повіту Свентокшиського воєводства.
Населення — 504 особи (2011).
У 1975-1998 роках село належало до Келецького воєводства.

## Демографія
Демографічна структура на день 31 березня 2011 року:
|          | Загалом | Допрацездатний вік | Працездатний вік | Постпрацездатний вік |
| -------- | ------- | ------------------ | ---------------- | -------------------- |
| Чоловіки | 248     | 42                 | 179              | 27                   |
| Жінки    | 256     | 56                 | 155              | 45                   |
| Разом    | 504     | 98                 | 334              | 72                   |